# Пармотрема
Пармотрема (Parmotrema) — рід лишайників родини Parmeliaceae. Назва вперше опублікована 1860 року.

## Поширення та середовище існування
Центр різноманітності роду знаходиться в субтропічних регіонах Південної Америки та Тихоокеанських островів.
Пармотрема перлинова (Parmotrema perlatum) занесена до Червоної книги України зі статусом «Рідкісний».

## Практичне використання
Parmotrema perlatum використовують як приправу в Індії під іменами чорна кам'яна квітка (Black Stone Flower), kallu hoovu чи kalpasi. Зазвичай використовується в таких м'ясних стравах, як бомбейський бір'яні, рагу з козячого м'яса, він також використовується у вегетаріанських стравах. Це один із інгредієнтів східно-індійської масали, що використовується для приготування м’яса, риби та овочів.

## Галерея

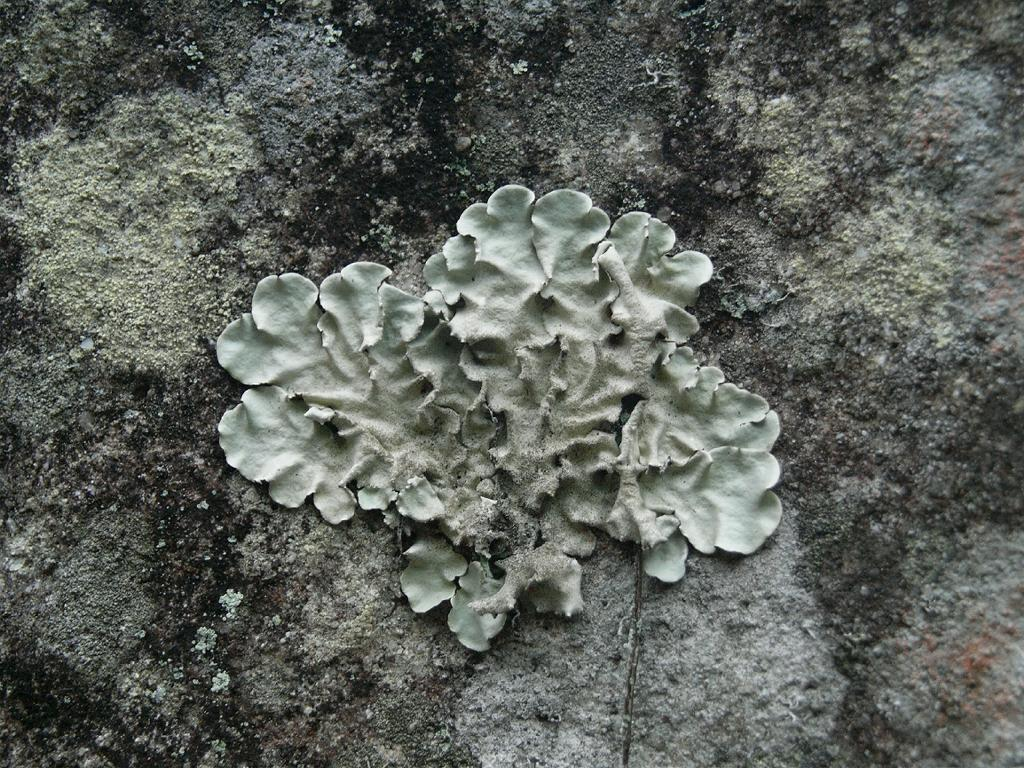
Parmotrema tinctorum
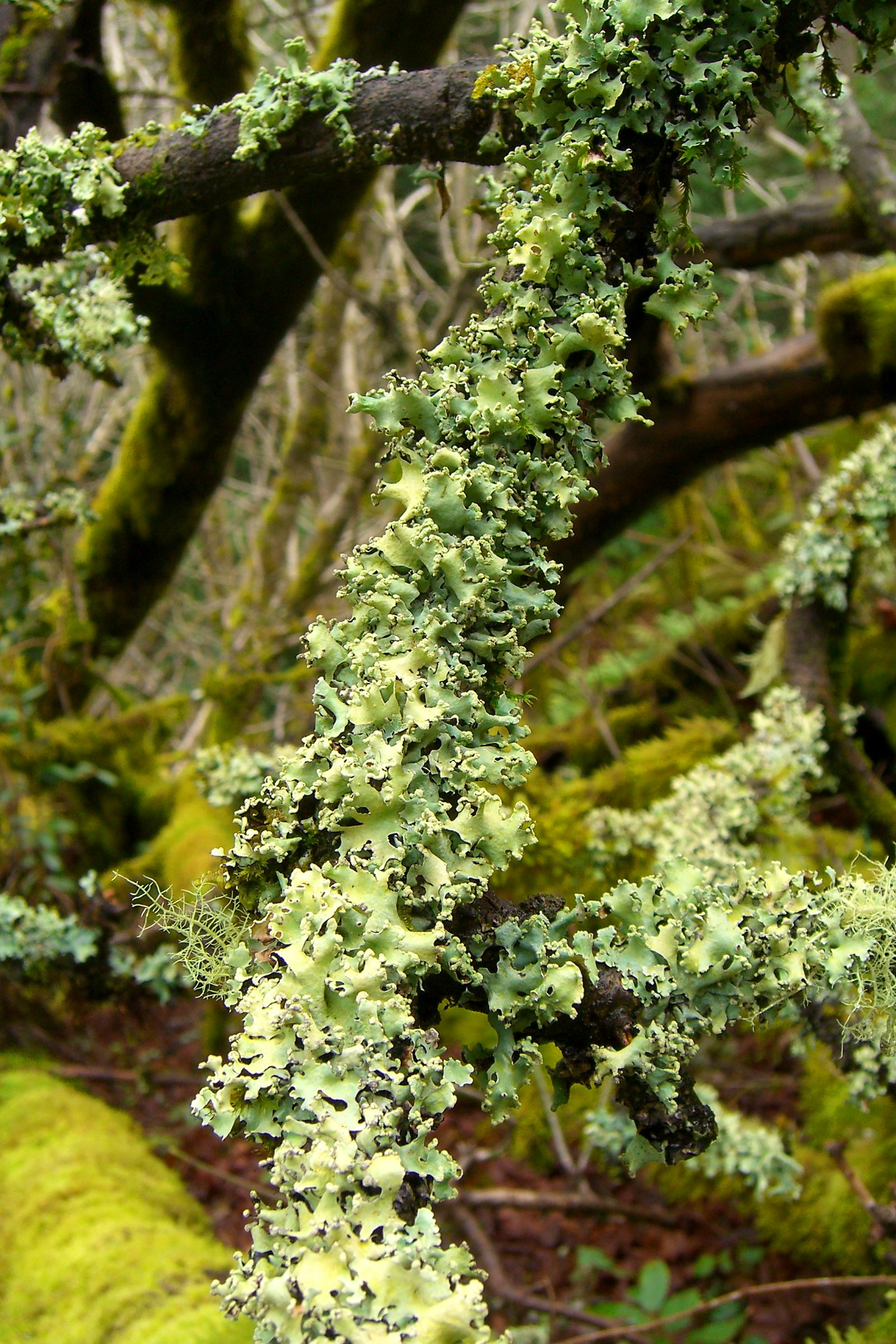
Parmotrema chinense